# Svartbukig kolibri
Svartbukig kolibri (Eupherusa nigriventris) är en fågel i familjen kolibrier. 

## Utseende
Svartbukig kolibri är en liten och karakteristisk medlem av familjen. Hanen har mestadels svart kropp med lysande vita yttre stjärtpennor. Honan är mestadels vitaktig under och påminner om strimstjärtad kolibri, men utmärker sig genom mycket vitt i stjärten och en liten rostfärgad fläck på vingen.

## Utbredning och systematik
Fågeln förekommer i bergsskogar i centrala Costa Rica och allra västligaste Panama. Den behandlas som monotypisk, det vill säga att den inte delas in i några underarter.

## Levnadssätt
Svartbukig kolibri hittas i bergsskogar och skogsbryn. Den besöker även kolibrimatningar och trädgårdar.

## Status och hot
Arten har ett stort utbredningsområde, men tros minska i antal, dock inte tillräckligt kraftigt för att den ska betraktas som hotad. Internationella naturvårdsunionen IUCN listar arten som livskraftig (LC). Beståndet uppskattas till i storleksordningen 50 000 till en halv miljon vuxna individer.